# 阿米巴痢疾
阿米巴痢疾是痢疾的一種，因溶組織内阿米巴變形蟲的原蟲感染結腸引起。
阿米巴痢疾主要是通過糞便污染所傳染。多見於熱帶地區衛生較差的農村，夏秋季發病率較多，其中以成年男性患者較多。患者病後沒有免疫能力，故易出現重覆感染。嚴重患者會出現如腸出血、腸穿孔、腹膜炎。
阿米巴痢疾部份病人會出現無症狀。一般起病較慢，沒有發熱，腹瀉糞便惡臭伴腹脹氣，右下腹腹痛。體弱及營養不良病者有機會出現暴發症狀：起病急、高熱、劇烈腹痛、水樣便。

## 外部連結
- 寄生蟲學-protozoa(原蟲)-Entamoeba(內阿米巴屬) （页面存档备份，存于）